# Henry Larsen (veslač)
Henry Ludvig Larsen, norveški veslač, * 16. avgust 1891, † 20. januar 1969.
Larsen je za Norveško s četvercem s krmarjem nastopil na Poletnih olimpijskih igrah 1912 in 1920. 
Leta 1912 je bil norveški čoln izločen v polfinalu, leta 1920 pa je osvojil bronasto medaljo.